# Giovanni Marchiori
Giovanni Marchiori (Caviola, 30 marzo 1696 – Treviso, 2 gennaio 1778) è stato uno scultore e intagliatore italiano.

## Biografia
Figlio di Marchioro e di Maria Maddalena Fent, la sua attività è attestata per la prima volta in un contratto del 17 novembre 1708 con il quale iniziava l'apprendistato presso l'intagliatore veneziano Giuseppe Fanoli. Lo stesso documento smentisce quanto sostenuto dalla letteratura ottocentesca, e cioè che il Marchiori fosse stato allievo del celebre Andrea Brustolon.
Secondo una tradizione consolidata, la sua prima opera fu un cassettone per la sagrestia della chiesa di Caviola, realizzato attorno al 1715. Poco più tardi realizzò e firmò un busto ligneo di Adone.
Come dimostrano altri documenti, nel 1725 risultava titolare di una propria bottega a Venezia, aperta da almeno due anni, e iscritto al collegio degli scultori.
Il primo lavoro di rilievo è un angelo ligneo, perduto, destinato al campanile di San Giorgio Maggiore (1727), cui seguirono le decorazioni per due imbarcazioni destinate al trasporto del doge (decise dal Senato nel 1733). Al 1731 risalgono i primi lavori in marmo per la cattedrale di Graz in Austria a al 1737 per la parrocchiale di Buie in Istria.

## Opere
- Duomo, a Graz, due statue e due gruppi di marmo sull'altare maggiore, 1731-1732.
- Buie, parrocchiale, San Servolo e San Sebastiano, 1737.
- Rovigno, collegiata, statue dell'altare del Santissimo, 1739 ca.
- Chiesa di San Rocco, a Venezia - due statue firmate poste sulla facciata - San Pietro Orseolo e San Gherardo Sagredo; all'interno nelle nicchie sulla controfacciata statue di Davide con la testa di Golia e Santa Cecilia; nella cappella a destra della maggiore lunetta marmorea del 1743 San Rocco in gloria, già sulla facciata.
- Chiesa di San Simeon Piccolo, a Venezia - nella sacrestia Crocifisso marmoreo attribuito al Marchiori. Nell'antisacrestia, sopra il lavabo, piccolo rilievo, La probatica piscina del Marchiori, con in basso il ritratto dell'autore.
- Chiesa di San Geremia e Santa Lucia, a Venezia - Vergine tra San Francesco di Sales e San Giovanni Nepomuceno.
- Scuola Grande di San Rocco, a Venezia - dossali intagliati nel legno con 24 Storie di San Rocco.
- Altare nella Santa Maria della Visitazione a Venezia - Santi Pietro e Marco evangelista
- Treviso, Chiesa di Santa Maria Maddalena sull'altare maggiore le statue della Fede e della Speranza, nella sagrestia il Redentore attribuito al Marchiori.
- Treviso, Galleria Comunale di Arte Moderna.
- Treviso, Musei Civici Santa Caterina, Testa di Flora.
- Rovigo, Chiesa dei Santi Francesco e Giustina - al terzo altare destro statua marmorea raffigurante San Lorenzo martire.
- Ferrara, Cattedrale di San Giorgio, all'ingresso monumentali statue dei patroni di Ferrara, San Giorgio e San Maurelio vescovo del 1746.
- Falcade, chiesa dei Santi Fabiano e Sebastiano - un crocifisso ligneo.
- Strigno, pieve della Beata Vergine Immacolata - Pietà in marmo (circa 1750) altare destro[1]
- Monaco di Baviera, giardino del Castello di Nymphenburg - due sculture del 1765 rappresentanti Cibele e Saturno.
- Berlino, un tempo nella St-Hedwigs-Kathedrale, dal 1985 il gruppo scultoreo Noli me tangere del 1750 si trova nella chiesa di St. Marien a Karlshorst.
- Monselice, Pieve di Santa Giustina, tre bassorilievi con la vita di sant'Agostino[2].
- San Trovaso, antica chiesa parrocchiale, altare marmoreo con tabernacolo e due angeli.

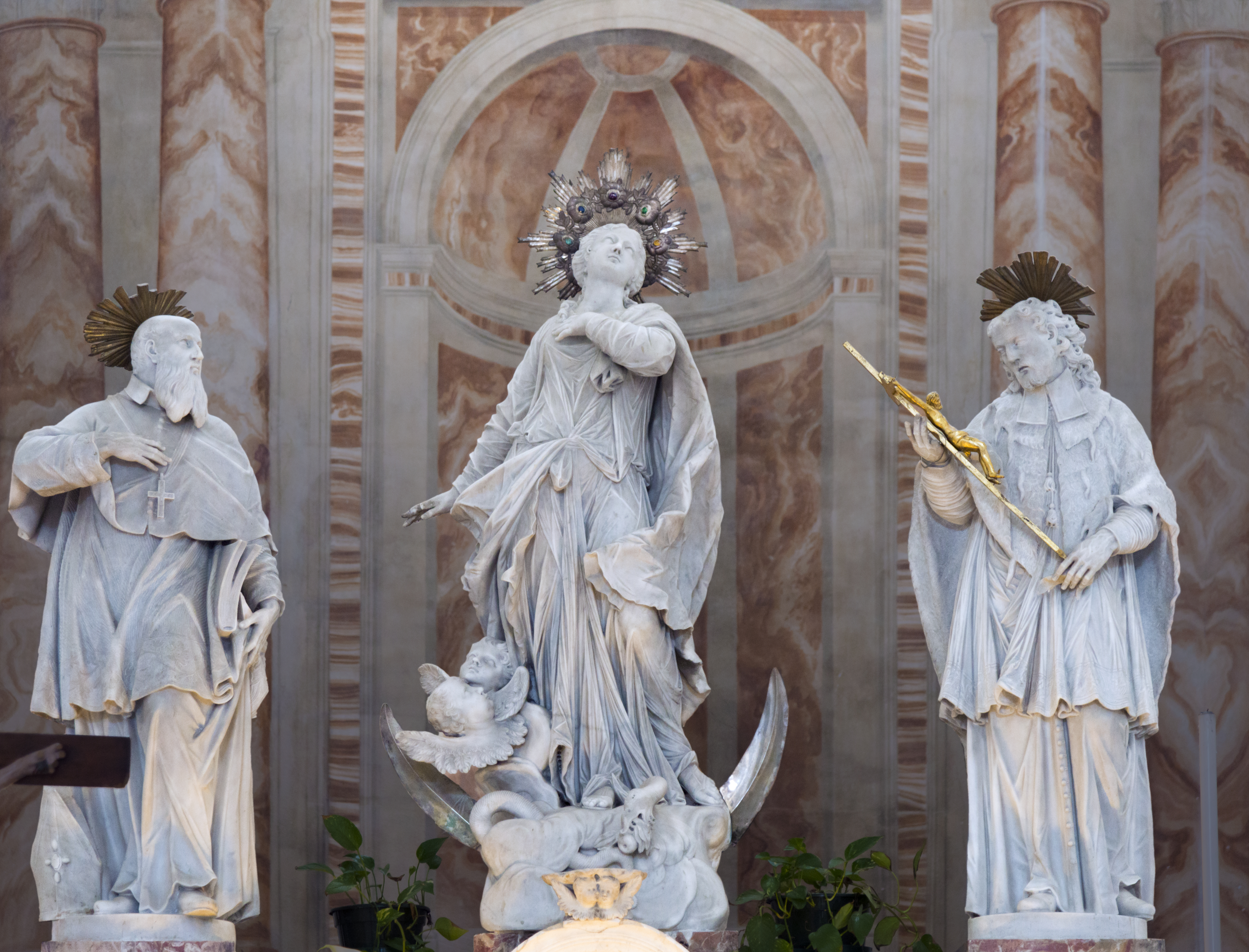
Vergine tra San Francesco di Sales e San Giovanni Nepomuceno, Venezia, chiesa di San Geremia
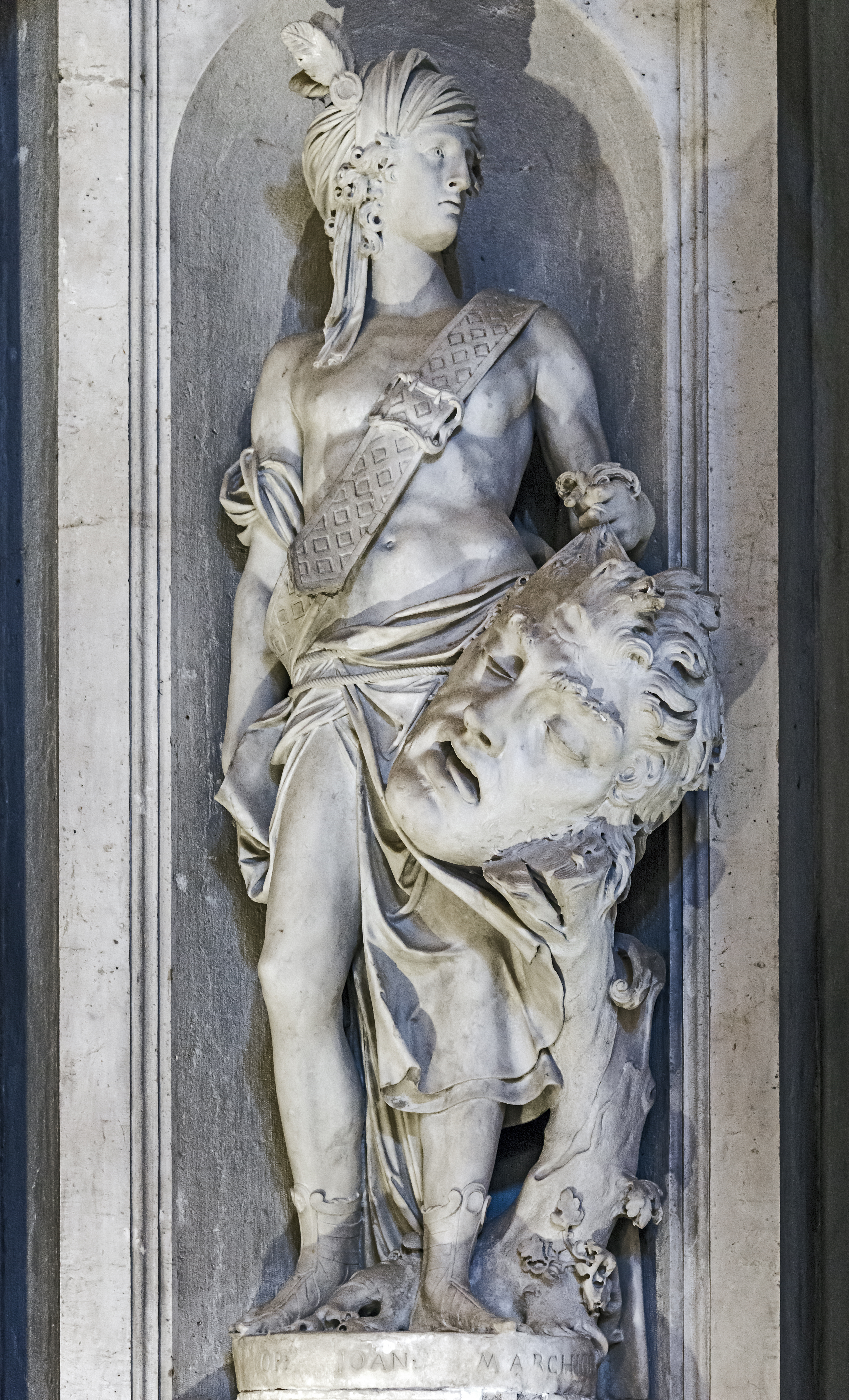
David Chiesa di San Rocco (Venezia)
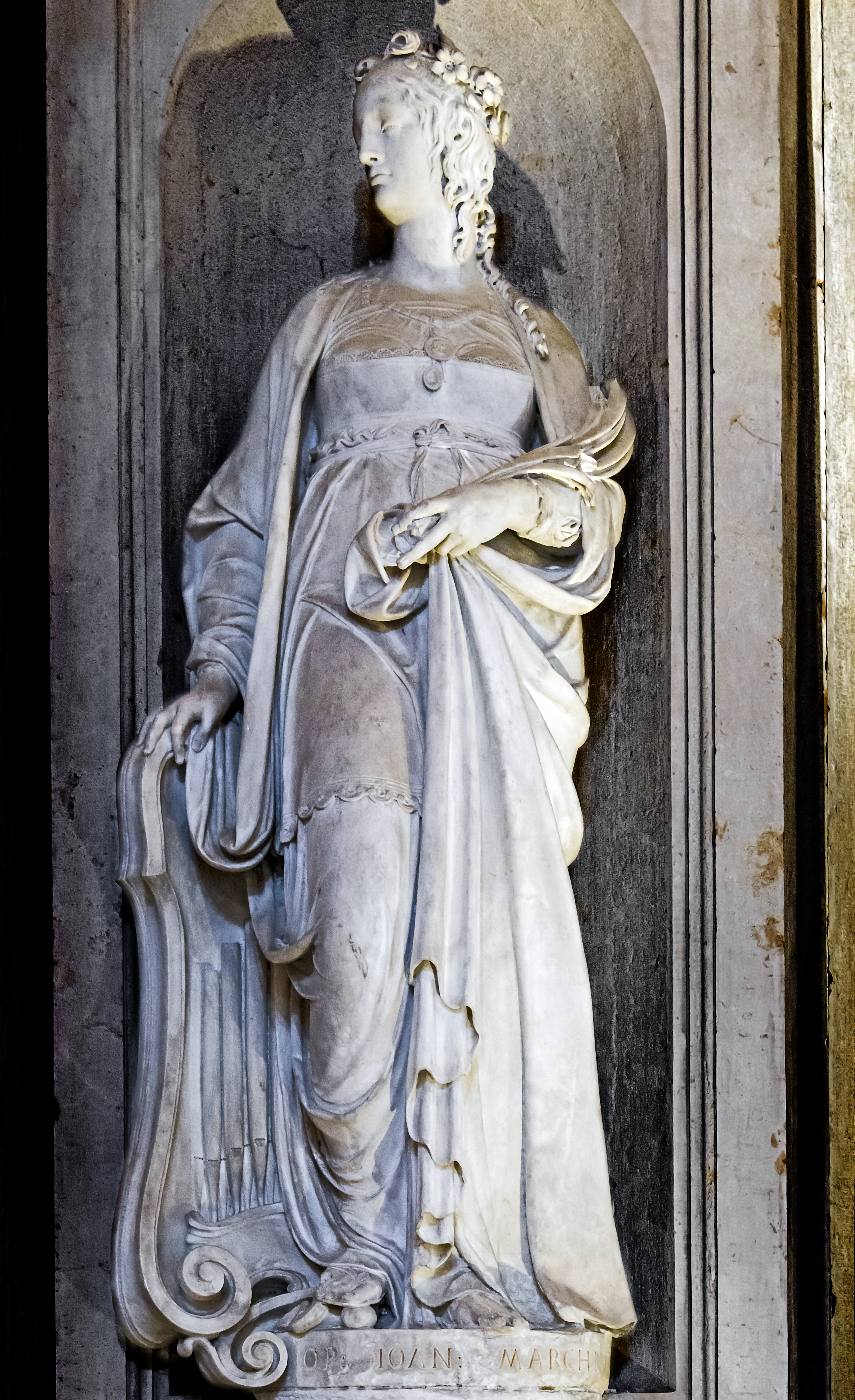
Santa Cecilia  Chiesa di San Rocco (Venezia)
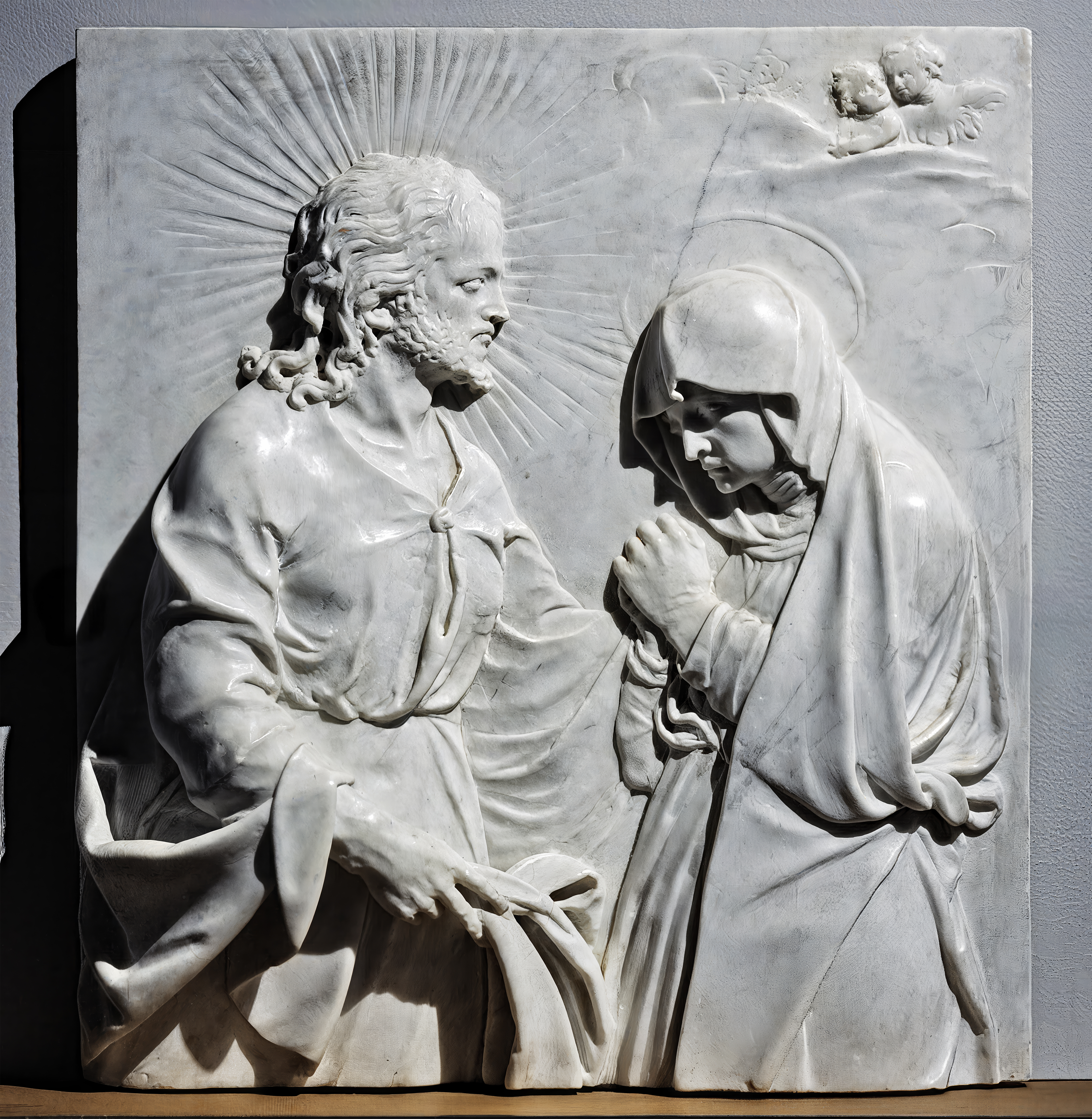
Cristo si congeda dalla Madonna Museo civico di Santa Caterina Treviso
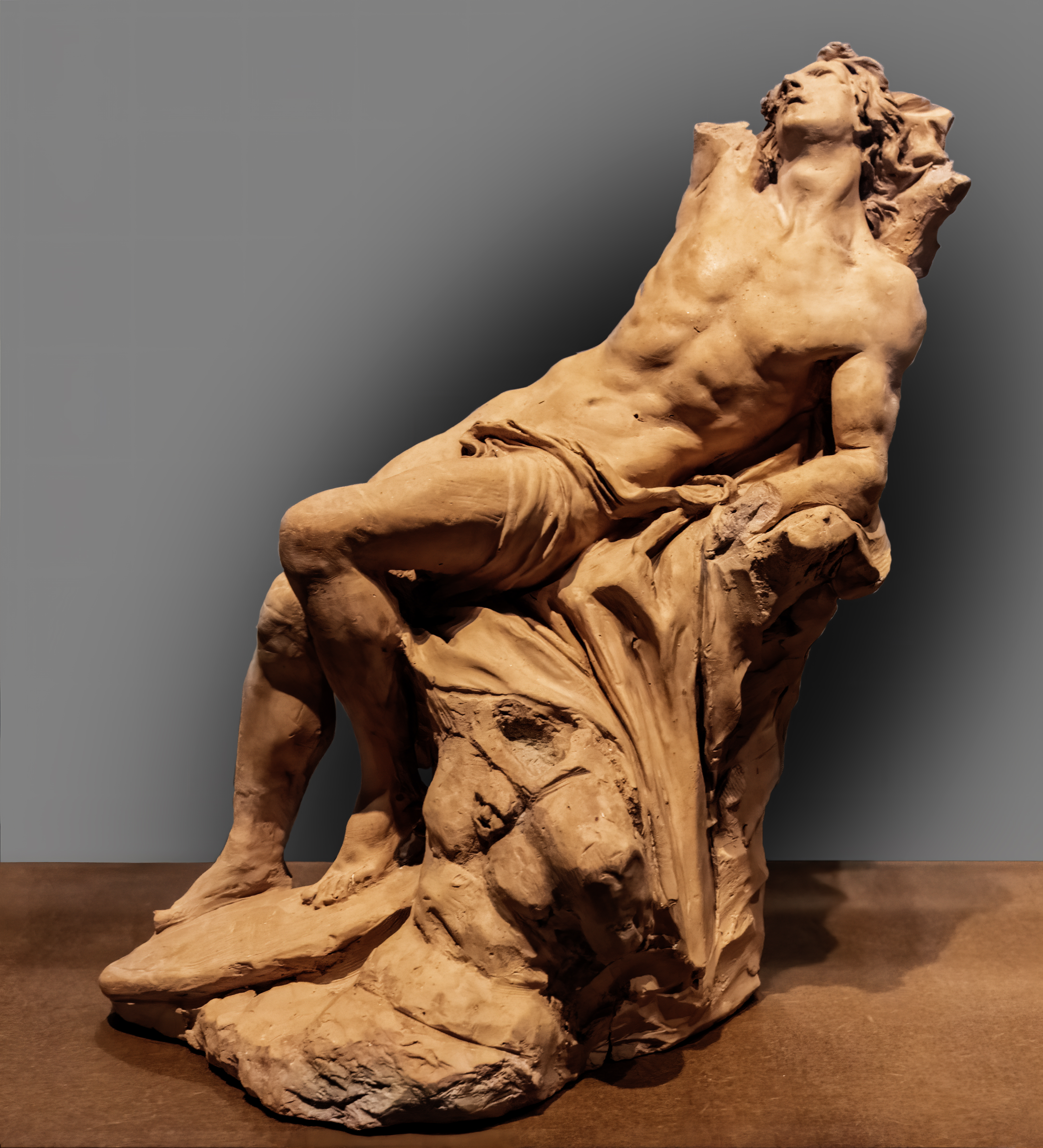
San Sebastiano Museo civico di Santa Caterina Treviso
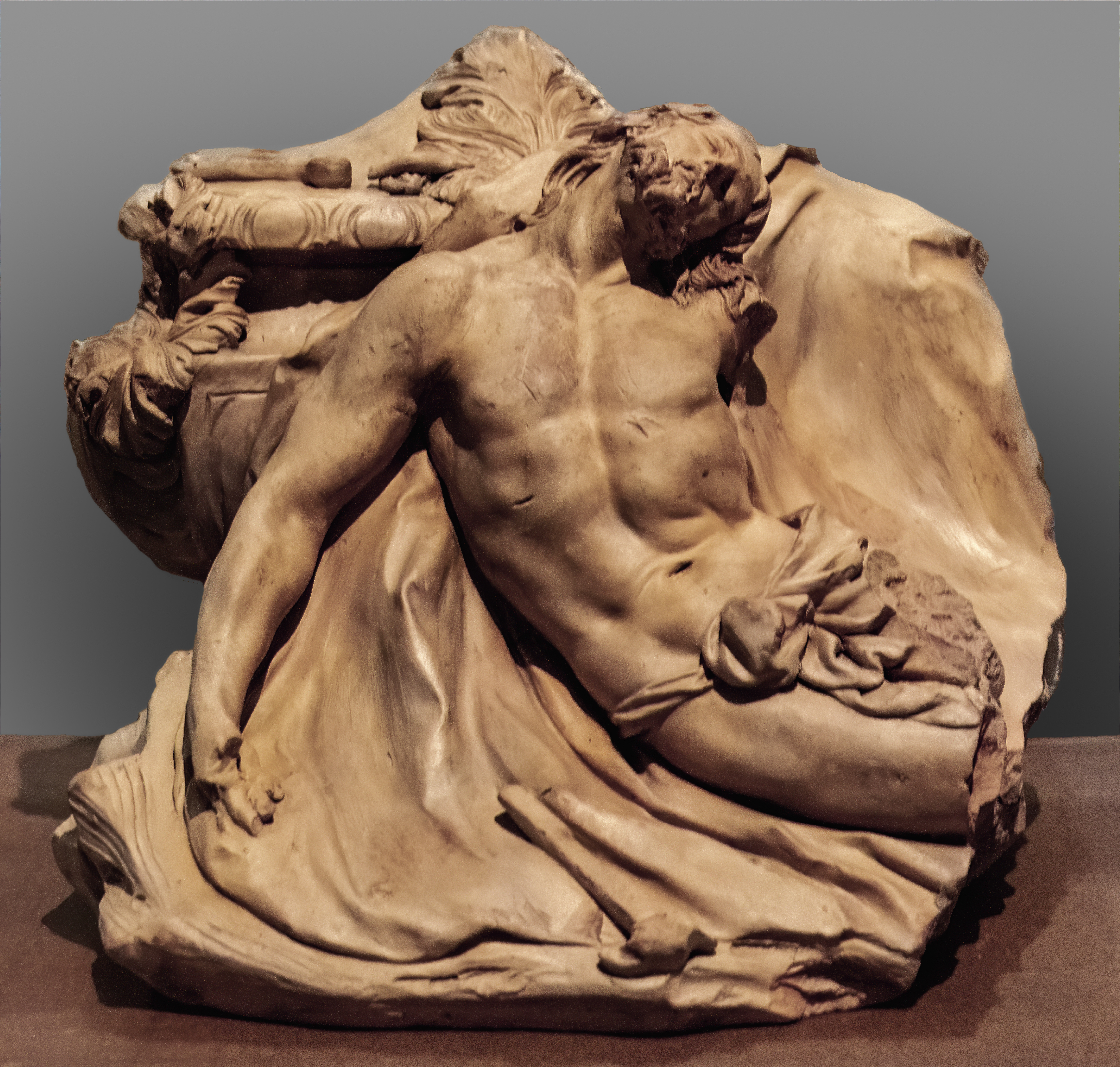
Cristo deposto Museo civico di Santa Caterina Treviso
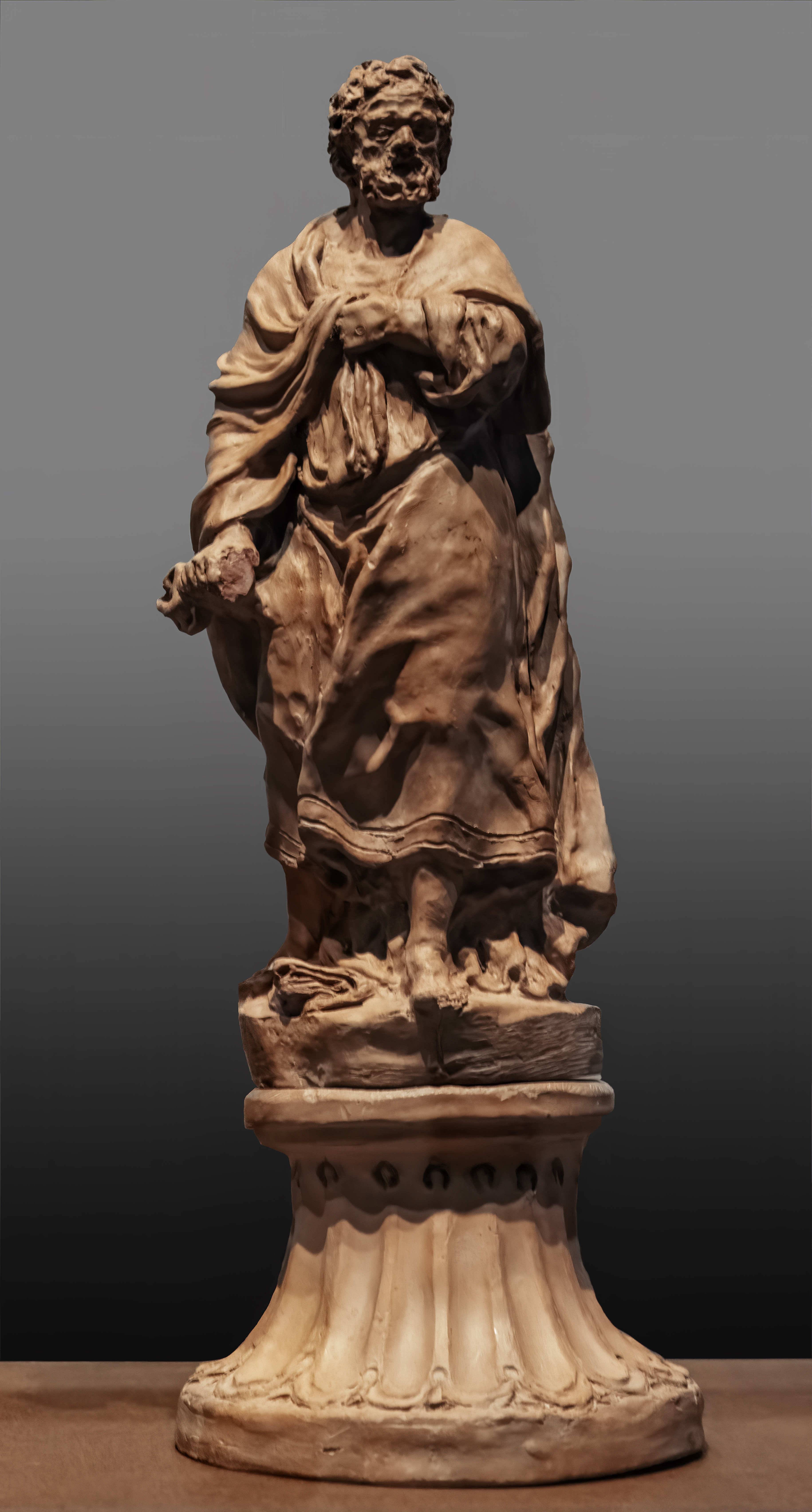
San Pietro  Museo civico di Santa Caterina Treviso
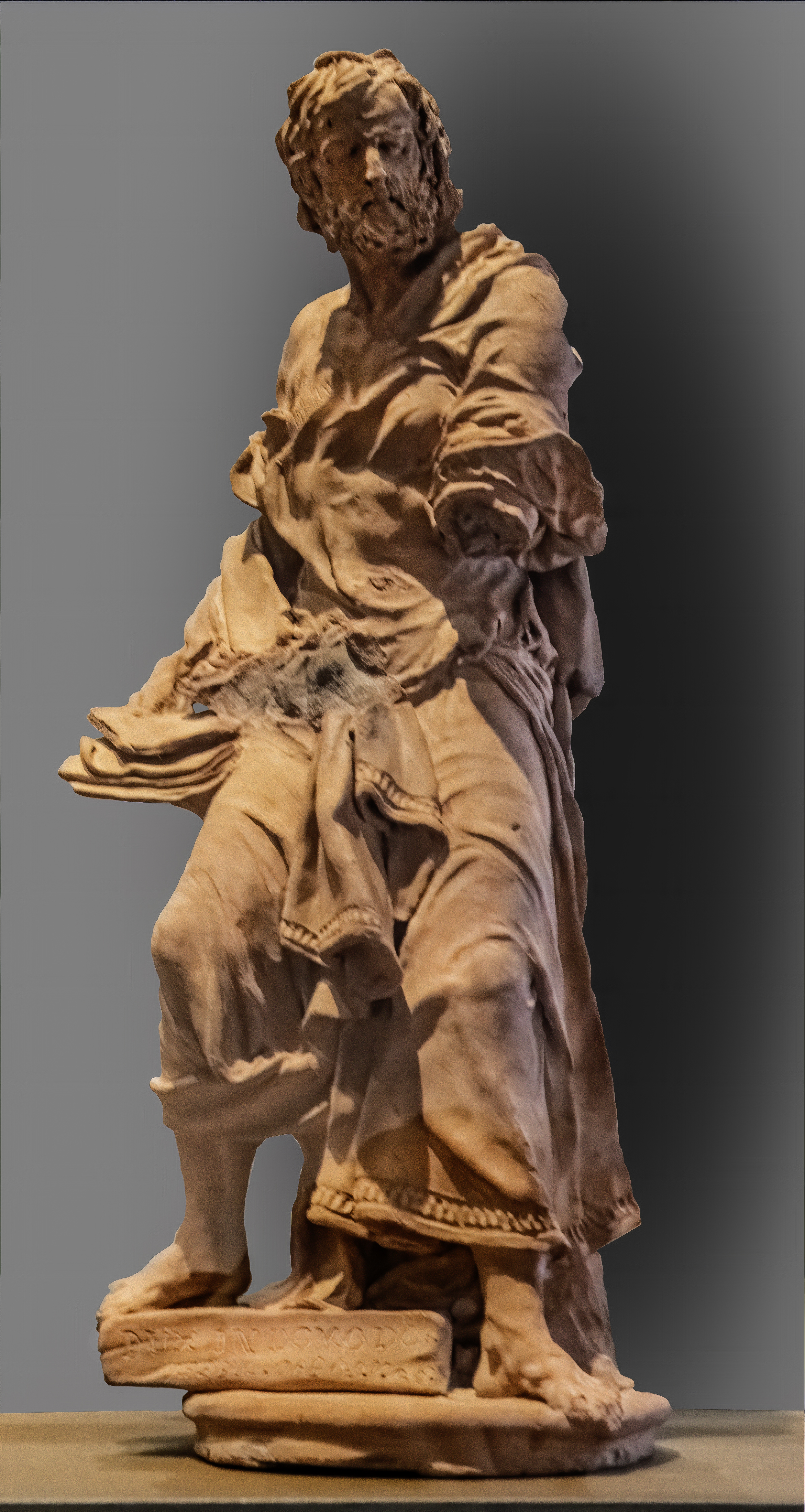
Il profeta Geremia  Museo civico di Santa Caterina Treviso
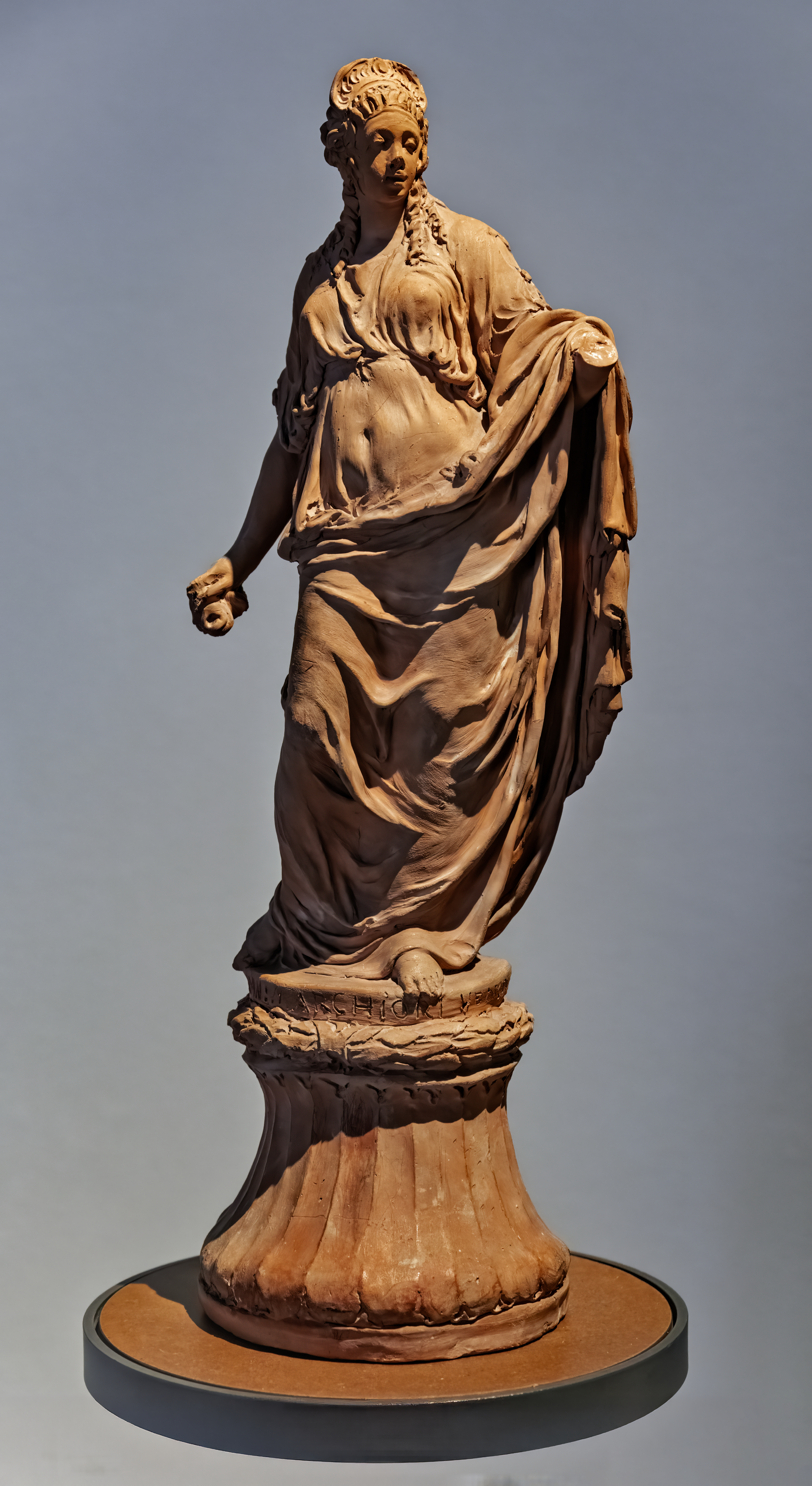
Pomona  Museo civico di Santa Caterina Treviso
Testa di Saffo incoronata d'Alloro Museo civico di Santa Caterina Treviso
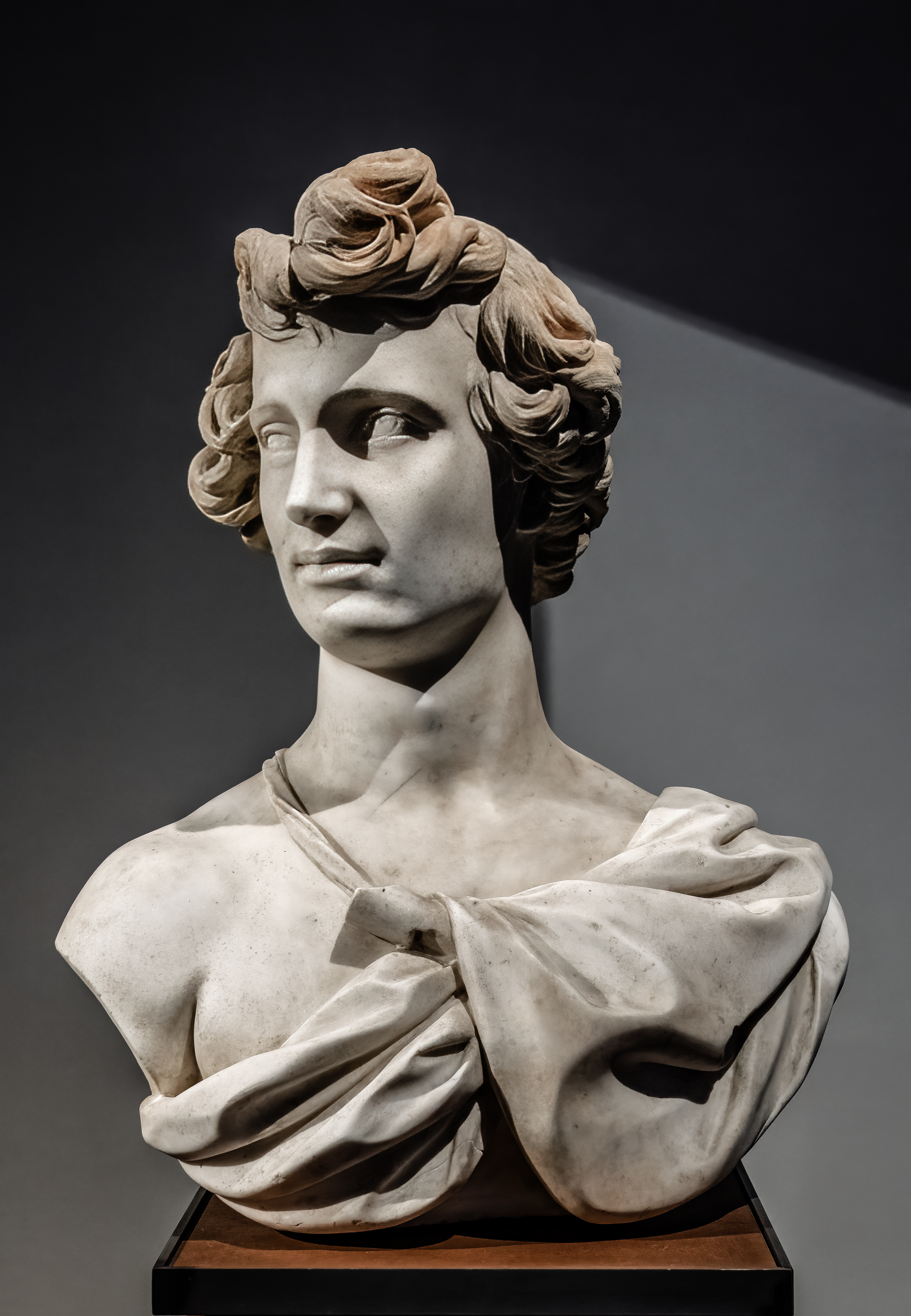
Apollo come pastore Museo civico di Santa Caterina Treviso
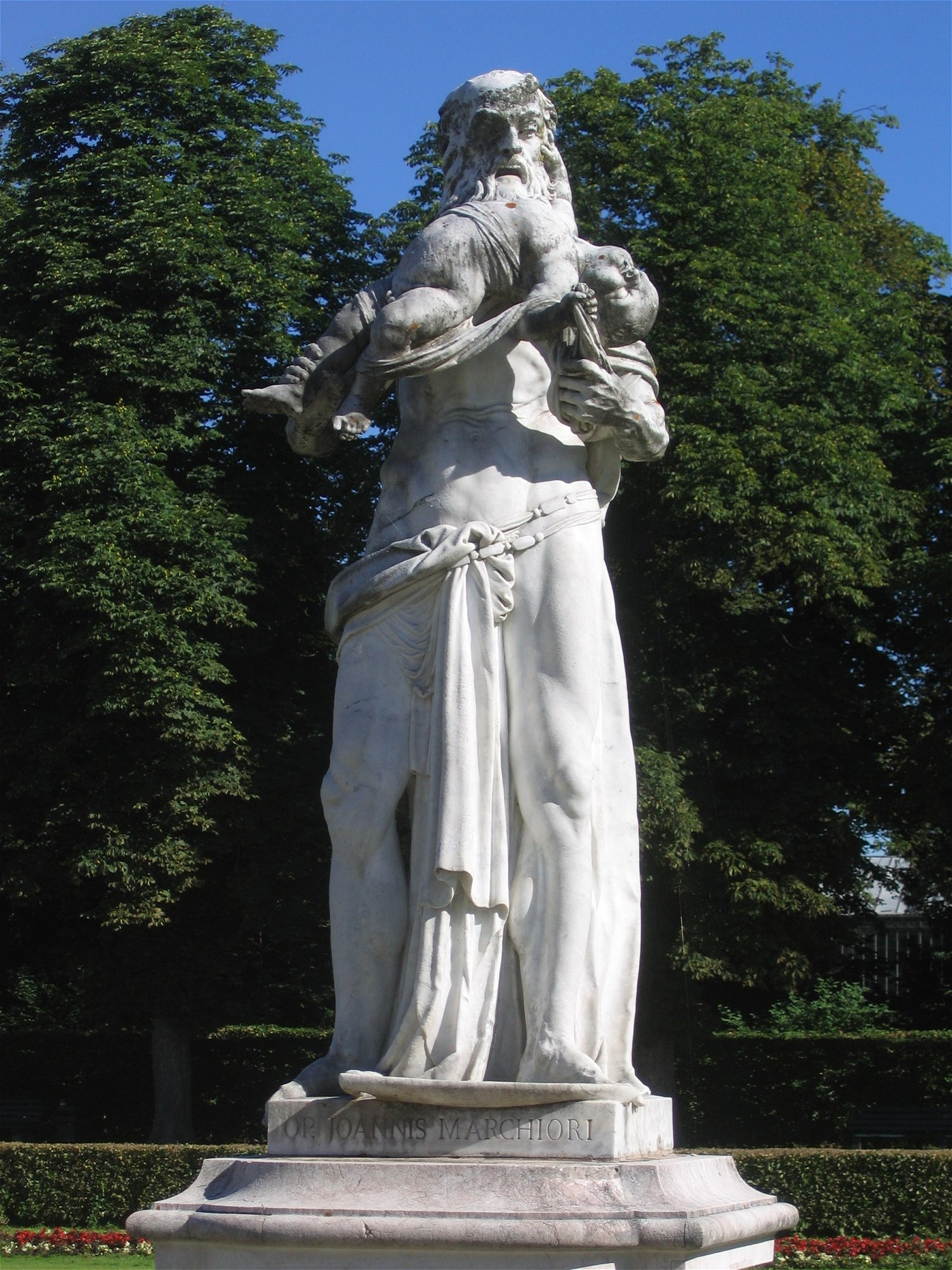
Saturno, Monaco, parco del castello di Nymphenburg